# Aldo Arencibia
Gregorio Aldo Arencibia Guerra (* 12. März 1947 in Havanna) ist ein ehemaliger kubanischer Radrennfahrer.
Aldo Arencibia war im Straßenradsport aktiv. Er gewann in seiner Karriere dreimal die Kuba-Rundfahrt (1972, 1976 und 1980). 1972 und 1978 gewann er ebenfalls die Bergwertung der Rundfahrt und 1972 auch das Trikot des Punktbesten. 1971 und 1978 belegte er den zweiten Platz in der Gesamtwertung, 1973, 1974 und 1977 den dritten Platz.
Arencibia nahm dreimal an Olympischen Sommerspielen teil. Bei den Spielen in München 1972 startete er in drei Rennen. Beim Straßenrennen über 182,4 km kam er als 75. ins Ziel. Beim 100-km-Mannschaftszeitfahren belegte er mit seinen Landsleuten Roberto Menéndez, Pedro Rodríguez und Raúl Marcelo Vázquez den 16. Platz und bei der 4000-m-Mannschaftsverfolgung auf der Bahn belegte er mit Roberto Heredero, Roberto Menéndez und Raúl Marcelo Vazquez  den 18. Platz. Vier Jahre später in Montreal startete Arencibia zweimal, im olympischen Straßenrennen und im 100-km-Teamzeitfahren. Im Straßeneinzel kam er nicht ins Ziel, beim Zeitfahren belegte er mit Carlos Cardet, Jorge Gómez und Raúl Marcelo Vazquez  den 14. Rang. 1980 in Moskau startete Arencibia im Straßeneinzel und gab das Rennen auf.
1975 wurde er Panamerika-Meister vor Alfonso Flores aus Kolumbien und seinem Landsmann Carlos Cardet. Ebenfalls 1975 gewann er das Straßenrennen der Männer bei den Panamerikanischen Spielen. 1978 und 1980 gewann er die nationale Meisterschaft im Straßenrennen der Männer.